# Rhode Island (Insel)
Rhode Island (inoffiziell auch oft Aquidneck Island) ist die größte Insel der Narragansett Bay und gehört zum County Newport des US-Bundesstaates Rhode Island.
Die Insel ist 24 km lang und 8 km breit und besitzt eine Bevölkerung von etwa 60.000 Einwohnern. Der größte Ort auf der Insel ist die Stadt Newport, der Rest verteilt sich auf die Gemeinden Middletown und Portsmouth. Die Insel ist über mehrere Brücken vom Festland aus erreichbar. Im Norden verbindet die Mount Hope Bridge die Insel mit der Stadt Bristol, im Nordosten bildet Sakonnet River Bridge eine Verbindung zum Festland. Südlich der Sakonnet River Bridge verlief mit der Stone Bridge früher eine weitere Brücke, diese wurde jedoch 1954 durch den Hurrikan Caroll zerstört, seitdem wird sie durch eine Fährverbindung ersetzt. Auf der Westseite der Insel verbindet die Claiborne Pell Newport Bridge sie mit der Nachbarinsel Conanicut Island, welche durch eine weitere Brücke mit dem Festland verbunden ist. 
Auf der Insel befinden sich mit der Salve Regina University und dem Naval War College auch zwei Hochschulen.